# Bibeln (musikalbum)
Bibeln är det svenska bandet Strindbergs debutalbum. Albumet spelades in i juni och juli 1983 och släpptes i oktober samma år.
"Titeln på plattan var en slags förlängning av bandnamnet. Hade vi varit stöddiga nog att uppkalla bandet efter den mest respekterade författaren så vore det fegt att inte döpa plattan efter den mest respekterade boken." - Johan Johansson

## Låtarna på albumet
| Nr  | Titel                  | Längd | Notering |
| --- | ---------------------- | ----- | -------- |
| 1.  | Snabbare än tiden      | 2.35  |          |
| 2.  | Ensam i ett vimmel     | 5.30  |          |
| 3.  | Tuktelsen börjar       | 3.16  |          |
| 4.  | Bollar                 | 3.16  |          |
| 5.  | Vad kärlek är          | 3.03  |          |
| 6.  | Salut!                 | 3.14  |          |
| 7.  | Besatt                 | 3.34  |          |
| 8.  | Hettan                 | 3.58  |          |
| 9.  | Glansen av min karriär | 2.05  |          |
| 10. | Klockan 3              | 3.54  |          |
| 11. | Om jag hade...         | 3.51  |          |
| 12. | Smärtgränsen           | 4.00  |          |

## Medverkande
- Johan Johansson - gitarr, sång, keyboards
- Janne Borgh - bas, sång, akustisk gitarr
- Johan Carlén - trummor